# هیندلی ارنشاو
هیندلی ارنشاو (به انگلیسی: Hindley Earnshaw) یک شخصیت داستانی در رمان بلندی‌های بادگیر اثر امیلی برونته است که در سال ۱۸۴۷ منتشر شد.
هیندلی برادر بزرگ‌تر کاترین ارنشاو، پدر هیرتون ارنشاو و همچنین برادرخوانده و دشمن قسم خورده هیت‌کلیف است. او پس از مرگ همسرش فرانسیس، اندکی پس‌ از زایمان، در اثر مصرف، وارد یک زندگی مستی، پستی و بدبختی می‌شود. این به هیت‌کلیف اجازه می‌دهد تا
از او به خاطر ظلم و ستمش نسبت به او در سال‌های کودکی انتقام بگیرد.

## توضیحات
هیندلی موهای بلند و قهوه‌ای دارد و چشم‌های تیره و معروف «ارنشاوها» که به کاترین ارنشاو، کاترین لینتون و هیرتون ارنشاو نیز تعلق دارند. وقتی از کالج به خانه می آید، ظاهراً مردی است که از نظر لباس و ظاهر بسیار تغییر یافته است. او پرهیزتر شده و رنگ خود را از دست داده بود. او کاملا متفاوت صحبت می‌کرد و لباس می پوشید." با این حال، با مرگ فرانسیس، او به زندگی پر از بدبختی، تباهی و جنون فرو می‌رود:
 او برای خود ناامید شد: غم او از آن نوع بود که ماتم نمی‌گیرد. نه گریست و نه دعا کرد. او فحش داد و سرپیچی کرد. خدا و انسان را سرزنش کرد و خود را به اتلاف بی پروا تسلیم کرد. بندگان طاقت رفتار ظالمانه و شیطانی او را نداشتند. من و جوزف تنها دو نفری بودیم که ماندیم.
توصیف نلی دین از هیندلی، پس از مرگ همسرش، فرانسیس ارنشاو